# 仮面の女
『仮面の女』（かめんのおんな）は、TBS系で1998年10月15日から12月17日まで毎週木曜日の22:00 - 22:54に放送された大映テレビ制作のテレビドラマである。全10話。原作は寺内大吉の短編小説『すぷりんたあ』。
マラソン界の元天才ランナーと、彼に才能を見出された少女の愛憎劇を描く。

## キャスト

### 主人公
南雲ひろ子 - 雛形あきこ
少女時代に両親を亡くし、伯母に育てられた。空港で整備士をしながら、ランナーを目指す。コーチである宮路と恋仲になるが、奈保子の嫉妬に遭う。同時にランナーとして、公式の試合に出場出来ない重大な身体的疑惑が発生。最終回で宮路による「一人だけの国際女子マラソン」にて日本の女子ランナー1位の記録を更新。同時に宮路から告白を受ける。

### 主人公とその関係者
宮路司郎 - 石田純一
かつては将来を嘱望された天才ランナーだったが、奈保子との一件で、陸上界から離れ、責任を取る形で奈保子と婚約。
生き甲斐をなくしていたところを峰重により、ランナーコーチの職を紹介され、ひろ子と出会う。そして彼女を一流のランナーに育てることを誓うと同時に恋愛感情を抱く様になるが、奈保子から酷い嫌がらせを受け続け、マスコミに追われた事もある。
峰重奈保子 - 斉藤慶子
宮路の婚約者で資産家の娘。かつては将来を有望視されるランナーだったが試合中、宮路の過失により、片足を切断。金属製の義足を装着している。
宮路と婚約をするが、根底に愛情がない事を痛感しており、常に宮路を責め、時には暴力を振るう。才能・恋愛等、自身が失った物への嫉妬等もあり、ひろ子に対して暴力、マスコミへのリークなど悪質な嫌がらせを展開。
峰重耕三 - 小林稔侍
大学教授で奈保子の夫。宮路を立ち直らせようとコーチの仕事を紹介。その後、ひろ子の身体に生まれながらの秘密が隠されていることを察知。奈保子が荒れて暴力に走るのを見て見ぬ振りをする。
秋川好子 - 吉行和子
ひろ子の伯母で雑貨屋を経営。両親を亡くしたひろ子を引き受けて育てた。
口が悪く、ひろ子に対して邪険な様にも見えるが、根は単純で心優しい面を持ち、ひろ子を疑ったり、中傷した者を一喝。男性なのでは？という疑惑に対しては「小さい頃、一緒にお風呂に入っていた」時の事を持ち出して叱りつける。

### その他
岩崎鉄太 - 東貴博（Take2）
橋本律子 - 秋本祐希
陸上部部員で、ひろ子をライバル視する。
小西幸彦 - 斉藤洋介
宮路の上司にあたる。

## 主題歌
- TRF「embrace」（作詞：工藤順子／作曲：菊池一仁）

## スタッフ
- 脚本：江崎実生、石原武龍、ちゃき克彰、藤井邦夫
- 監督：江崎実生、井坂聡、藤江義正
- プロデューサー：野添和子（大映テレビ）、福富京子（大映テレビ）
- 制作：大映テレビ株式会社、TBS

## サブタイトル
| 各話   | 放送日          | サブタイトル     | 脚本              | 監督     |
| ------ | --------------- | ---------------- | ----------------- | -------- |
| 第1話  | 1998年 10月15日 | 先生！好きです   | 江崎実生 石原武龍 | 江崎実生 |
| 第2話  | 10月22日        | あなたを奪いたい | 江崎実生 石原武龍 | 江崎実生 |
| 第3話  | 10月29日        | もう我慢できない | 藤井邦夫          | 江崎実生 |
| 第4話  | 11月5日         | 誰か私を狙ってる | ちゃき克彰        | 藤江義正 |
| 第5話  | 11月12日        | 女の姿をした男？ | ちゃき克彰        | 井坂聡   |
| 第6話  | 11月19日        | 恐ろしい結婚届   | ちゃき克彰        | 江崎実生 |
| 第7話  | 11月26日        | わたしを抱いて！ | 藤井邦夫          | 井坂聡   |
| 第8話  | 12月3日         | 罠にはめられて！ | ちゃき克彰        | 藤江義正 |
| 第9話  | 12月10日        | 恐ろしい告白     | 藤井邦夫          | 江崎実生 |
| 第10話 | 12月17日        | 抱いて体を調べて | ちゃき克彰        | 江崎実生 |

## 備考
- 映画『セックス・チェック 第二の性』（1968年、増村保造監督）は本作品と原作が同じで、主役も南雲ひろ子（安田道代）と宮路司郎（緒形拳）だがストーリーや設定は大きく異なっている。
- 本作品は『スチュワーデス物語』に続いて日本航空が撮影に協力しているが、グループ会社である「空港グランドサービス」（現・JALグランドサービス）がメインになっており、マラソン部部員は当該会社でグランドハンドリング業務を本業とする設定のもと、グランドハンドリング業務のシーンが入っている。
- 南雲と宮路が陸上競技のトレーニングを行うシーンは、千葉県成田市の中台運動公園で収録されている。当時の大映テレビは『ストーカー・誘う女』『略奪愛・アブない女』と同様、成田市を中心にドラマのロケーションを行っていた。